# Ключевське сільське поселення (Кезький район)
Ключе́вське сільське поселення — муніципальне утворення в складі Кезького району Удмуртії, Росія. Адміністративний центр — присілок Ключевське.
Населення — 864 особи (2018; 948 у 2015, 974 в 2012, 981 в 2010, 1221 у 2002).
До 2006 року існували Великокезька сільська рада (присілки Ключевське, Адямігурт, Ванялуд, Верх-Уді, Жернопі, Липовка, Мале Медло, Надежда, Сосновий Бор, без статусу Дома 1242 км), Пажманська сільська рада (починок Пажман, присілки Камижево, Квасер, Матисьлуд) та Пужмезька сільська рада (присілки Пужмезь, Верх-Сига, Малий Пужмезь, без статусу Дома 1236 км). Від Великокезької сільської ради до складу Ключевського сільського поселення відійшли лише присілки Верх-Уді та Ключевське (стало центром новоствореного сільського поселення), до складу Кезького сільського поселення — без статусу Дома 1242 км, інші населені пункти утворили нове Сосновоборське сільське поселення.

## Склад
В склад поселення входять такі населені пункти:
| Населений пункт           | Населення, осіб (2002) | Населення, осіб (2010) | Населення, осіб (2012) |
| ------------------------- | ---------------------- | ---------------------- | ---------------------- |
| Верх-Сига, присілок       | 114                    | 99                     | 97                     |
| Верх-Уді, присілок        | 91                     | 60                     | 60                     |
| Дома 1236 км, без статусу | 0                      | -                      | -                      |
| Камижево, присілок        | 190                    | 144                    | 144                    |
| Квасер, присілок          | 53                     | 37                     | 33                     |
| Ключевське, присілок      | 107                    | 119                    | 120                    |
| Малий Пужмезь, присілок   | 27                     | 25                     | 24                     |
| Матисьлуд, присілок       | 55                     | 19                     | 19                     |
| Пажман, починок           | 229                    | 162                    | 160                    |
| Пужмезь, присілок         | 355                    | 316                    | 317                    |

## Господарство
В поселенні діють 2 школи (Пажман, Пужмезь), 2 бібліотеки (Пажман, Пужмезь), 2 клуби (Пажман, Пужмезь), 3 ФАП (Камижево, Пажман, Пужмезь). Серед промислових підприємств працюють СПК «Більшовик» та «Камижево», ТОВ «Родник».